# Laconnex-Soral
Laconnex-Soral war von 1847 bis 1850 eine Gemeinde im Kanton Genf. Sie war ein Rumpfgebilde der seit 1816 zum Kanton Genf gehörenden Grossgemeinde Avusy-Laconnex-Soral und teilte sich schon nach drei Jahren in die Gemeinden Laconnex und Soral auf.
Koordinaten: 46° 9′ 0″ N, 6° 2′ 22″ O; CH1903: 491900 / 111900